# Lancelot Holland
Lancelot Ernest Holland CB (13 de setembro de 1887 – 24 de maio de 1941) foi um oficial naval da Marinha Real Britânica que liderou a força britânica na Batalha do Estreito da Dinamarca em maio de 1941 contra couraçado alemão Bismarck. Holland estava perdido quando ele permaneceu em seu posto durante o naufrágio do HMS Hood.

## Vida
Lancelot Holland era um dos seis filhos e filha de um médico que também era cervejeiro para a empresa Hunt Edmunds. Ele nasceu em Middleton Cheney e foi criado na área de Banbury. Ele entrou na Marinha Real em 15 de maio de 1902. Ao deixar o HMS Britannia em setembro de 1903, ele foi convocado para a China Station para se juntar ao HMS Eclipse. Ele serviu no Extremo Oriente até agosto de 1905. A última parte de seu tempo lá foi passada no HMS Hampshire.